# Lynne Winbigler
Lynne Winbigler (Margrethe Lynne Winbigler, verheiratete Anderson; * 21. März 1953 in Weiser, Idaho) ist eine ehemalige US-amerikanische Diskuswerferin.
Bei den Olympischen Spielen 1976 in Montreal schied sie in der Qualifikation aus, und beim Leichtathletik-Weltcup 1977 in Düsseldorf wurde sie Fünfte.
1979 wurde sie Sechste bei den Panamerikanischen Spielen in San Juan und Siebte beim Leichtathletik-Weltcup in Montreal.
1976, 1978, und 1979 wurde sie US-Meisterin.
Ihre persönliche Bestleistung von 57,74 m stellte sie am 15. Juni 1979 in Walnut auf.